# Cherish the Day
Cherish the Day è un singolo del gruppo musicale inglese Sade, pubblicato il 19 luglio 1993 come sesto estratto dal quarto album in studio della band Love Deluxe.

## Descrizione
Il brano venne scritto da Sade Adu, Andrew Hale e Stuart Matthewman.

## Video musicale
Il videoclip, girato in bianco e nero da Derek M. Allen, vede Sade Adu interpretare il brano con voce e chitarra sul tetto di un grattacielo di New York, mentre gli altri membri della band e altre persone si muovono per le strade sottostanti al grattacielo. 

## Accoglienza

### Critica
The Guardian recensì: "La band si dimostra sempre in grado di potere fare molto con molto poco, e questa canzone, durante la quale viene trasmesso un immenso desiderio, ne è la prova".
Anche Music Week apprezzò notevolmente la canzone, definendola un "adorabile e languido bacio".

## Nella cultura di massa
Il titolo della canzone è stato in seguito utilizzato per intitolare anche l'omonima serie TV statunitense Cherish the Day.

## Tracce
- CD (UK)

1. Cherish the Day (Sade Remix Short Version) – 5:18
2. Cherish the Day (Sade Remix Long Version) – 6:21
3. Cherish the Day (Ronin Remix) – 6:59
4. Cherish the Day (Pal Joey Remix) – 6:42

- CD (USA)

1. Cherish the Day (Sade Remix) – 6:18
2. Cherish the Day (Ronin Remix) – 6:58
3. Cherish the Day (Pal Joey Remix) – 6:46
4. Feel No Pain (Nellee Hooper Remix) – 5:09
5. No Ordinary Love (Album Version) – 7:18